# جهجاه

قرية جهجاه وبالكردية ( Gûnda Jêhjâh )
تقع القرية جهجاه في شمال سورية في محافظة الرقة تابعة لمنطقة تل أبيض الحدودية وناحية عين عيسى، تبعد عن الحدود التركية 20كم ,تتميز هذه القرية بوجود تل فيها وتعود هذا التل إلى القرن الثالث قبل الميلاد أي في عهد الإمبراطورية الرومانية من خلال اكتشاف مقبرة جماعية لأثناء توزيع المياه لأهالي القرية وأثناء الحفر وجدت أكواب وصحون قديمة.
سكان القرية : يسكنها الأكراد التي تتجاوز أعدادهم 500 أما العرب 50 فرد أصول الأكراد من قرية شيران في كوباني وهم من عشيرة (علاء الدين) أي ما يسمى عليديني، أما العرب فهم من عشيرة المرندية المعروفة بالمنطقة.
العمل : يعمل أغلب أهل القرية في حفر الأبار الارتوازية(الحفارات) , لكن بسبب منع الحفر أتجه أغلبية أهل القرية إلى السفر خارج القرية (المغرب-العراق -الجزائر - السودان- مالي -اليمن-تركيا), كما يعمل بعضهم في الزراعة.
الزراعة : يوجد في القرية زراعة الشعير والقمح والقطن والكمون والبساتين للخضرة للبيت(البندورة -البذنجان_خيار -بامية - ملوخية), كما توجد أشجار قليلة كالزيتون، يعتمد أهل القرية في الزراعة على الأمطار مع قليل من الأبار الجوفية بعمق350متر.
المدارس : يوجد في القرية مدارس من 1-12(ابتدائي - إعدادي _ثانوي) المؤهلة حديثا.
العادات : تتميز القرية بطابع عشائري بحت وبظهور الجيل الجديد أخذوا الخاصية المدنية تتميز عاداتهم بالعشائرية والمدنية إلى حد سواء.
وكما تتميز قرية جهجاه ضمن قرى محافظة الرقة إنها قرية كردية و عربية مع  انه قلا اعداد العرب فيها .